# فلافيو أناستازيا
فلافيو أناستازيا (بالإنجليزية: Gary Anderson) مواليد 18 سبتمبر 1967 في لندن، هو دراج نيوزلندي سابق متخصص في سباق الدراجات على المضمار. سبق أن شارك في دورة الألعاب الأولمبية الصيفية وفاز بميدالية أولمبية.

## الميداليات
| الميدالية | المسابقة                       |
| --------- | ------------------------------ |
| برونزية   | الألعاب الأولمبية الصيفية 1992 |
| ذهبية     | دورة ألعاب الكومنولث 1990      |
| ذهبية     | دورة ألعاب الكومنولث 1990      |
| ذهبية     | دورة ألعاب الكومنولث 1990      |
| فضية      | دورة ألعاب الكومنولث 1986      |
| فضية      | دورة ألعاب الكومنولث 1986      |
| فضية      | دورة ألعاب الكومنولث 1990      |
| برونزية   | دورة ألعاب الكومنولث 1986      |
| برونزية   | دورة ألعاب الكومنولث 1986      |

## روابط خارجية
- فلافيو أناستازيا على موقع أرشيف الدراجات (الإنجليزية)
- فلافيو أناستازيا على موقع إحصائيات الدراجات الإحترافية (الإنجليزية)
- فلافيو أناستازيا على موقع نسبة الدراجات (الإنجليزية)
- فلافيو أناستازيا على موقع اللجنة الأولمبية الدولية (الإنجليزية)
- فلافيو أناستازيا على موقع أوليمبيديا (الإنجليزية)
- فلافيو أناستازيا على موقع اللجنة الأولمبية النيوزيلندية (الإنجليزية)
- فلافيو أناستازيا على موقع قاعة نيوزيلندا للمشاهير الرياضية (الإنجليزية)